# 扎賴西克
49°37′1″N 23°17′25″E / 49.61694°N 23.29028°E
扎賴西克（烏克蘭語：Зарайське），是烏克蘭西部的村莊，隸屬利維夫州的桑比爾區。該村始建於1241年，面積7.25平方公里，海拔高度271米，2001年人口216，人口密度每平方公里29.79人。